# Beervlinders
De beervlinders (Arctiinae) zijn een onderfamilie van de spinneruilen (Erebidae). De onderfamilie telt 8.000 tot 11.000 soorten. Veel soorten hebben harige rupsen, iets waar zowel de Nederlandse als de wetenschappelijke naam naar verwijst (gr.: αρκτος = een beer).

## Kenmerken
Deze forse vlinders hebben een harig lichaam, soms met heldere kleuren of veel zwarte vlekken. De voorvleugels hebben meestal een cryptisch patroon; de achtervleugels een contrastrijk patroon met felle kleuren. De dieren waarschuwen roofvijanden daarmee voor hun giftigheid en oneetbaarheid. De spanwijdte varieert van 2 tot 7 cm.

## Leefwijze
Deze hoofdzakelijk 's nachts actieve vlinders drinken honing en andere vloeistoffen. Wanneer de rupsen gestoord worden, rollen ze zich vaak in een spiraal op. Ze kunnen zich, vergeleken met andere rupsensoorten, vrij snel bewegen. Ze komen vooral op kruiden voor. De dichtbehaarde rupsen zijn herbivoor en vaak giftig.

## Voortplanting
Het verpoppen gebeurt in een luchtig spinsel in de grond. Hierin verwerken ze de lange rupsharen. De eitjes worden op of rond waardplanten afgezet.

## Verspreiding en leefgebied
Deze familie komt wereldwijd voor in rijkbegroeide landschappen, waarin de waardplant voorkomt.

## Giftigheid
Sommige soorten produceren gifstoffen en worden hierom door andere dieren niet gegeten. Bij sommige soorten kan de vlinder achter de kop gele bloedvloeistof naar buiten persen. De kleur en vermoedelijk geur hiervan hebben nog een afstotend effect. Andere imiteren de kleuren van deze giftige exemplaren en profiteren van de oneetbaarheid van deze soorten (mimicry).

## Taxonomie
In 2005 en 2006 is een flinke discussie ontstaan over de indeling van de Noctuoidea. In 2010 resulteerde dit in dat de familie van de beervlinders als onderfamilie in de familie spinneruilen (Erebidae) werd geplaatst, teneinde te komen tot een monofyletische indeling. Deze indeling kan inmiddels op brede steun rekenen onder taxonomen en werd door Van Nieukerken et al. gevolgd in hun overzicht van 2011.

### Geslachtengroepen
- Amerilini Dubatolov, 2009
- Arctiini Leach, 1815
  - Arctiina Leach, 1815
  - Callimorphina Walker, 1865
  - Ctenuchina Kirby, 1837
  - Euchromiina Butler, 1876
  - Micrarctiina
  - Nyctemerina
  - Perocopina
  - Phaegopterina
  - Spilosomina Seitz, 1910
- Lithosiini Billberg, 1820
  - Acsalina Bendib & Minet, 1999
  - Cisthenina Bendib & Minet, 1999
  - Eilemina Birket-Smith, 1966
  - Endrosina Börner, 1932
  - Eudesmiina
  - Lithosiina Billberg, 1820
  - Nudariina Börner, 1920
  - Phryganopterygina Bendib & Minet, 1999
- Syntomini Herrich-Schäffer, 1846
  - Syntomina Herrich-Schäffer, 1846
  - Thyretina Kirby, 1892

### Enkele geslachten
(Indicatie van aantallen soorten per geslacht tussen haakjes)
- Abnormipterus (1)
- Abrochia (31)
- Abrochocis (1)
- Acantharctia (15)
- Acanthofrontia (6)
- Acco (1)
- Acerbia (3)
- Aclytia (24)
- Aclytophanes (1)
- Acsala (1)
- Acyclania (2)
- Achroosia (1)
- Adoxosia (2)
- Adrepsa (1)
- Aemilia (15)
- Aeolosia (3)
- Aethosia (1)
- Aethria (9)
- Afraloa (1)
- Afrasura (20)
- Afroarctia (7)
- Afrojavanica (1)
- Afrospilarctia (3)
- Afrowatsonius (4)
- Agaltara (1)
- Agkonia (3)
- Aglossosia (11)
- Agoraea (21)
- Agrisius (4)
- Agunaix (1)
- Agylla (128)
- Agylloides (2)
- Agyrta (21)
- Agyrtidia (2)
- Agyrtiola (1)
- Alandria (1)
- Alepista (1)
- Alexicles (1)
- Aloa (1)
- Alpenus (16)
- Allanwatsonia (1)
- Allochrista (1)
- Amalodeta (2)
- Amastus (122)
- Amata (= Syntomis) Fabricius, 1781 (339)
- Amatula (1)
- Amaxia (42)
- Amerila (65)
- Ammalo (8)
- Amphelarctia (1)
- Amphicallia (7)
- Amplicincia (5)
- Amsacta (33)
- Amsactarctia (3)
- Amsactoides (1)
- Anaemosia (1)
- Anaene (4)
- Anaphela (2)
- Anaphlebia (1)
- Anaphleps (1)
- Anaphosia (9)
- Anapisa (17)
- Anaulosia (1)
- Anaxita (9)
- Androcharta (8)
- Antichloris (26)
- Antiotricha (6)
- Antona (25)
- Anycles (6)
- Apaidia (3)
- Apantesis (5)
- Aphra (4)
- Aphyarctia (1)
- Aphyle (5)
- Apiconoma (1)
- Apisa (24)
- Apistosia (6)
- Apocerea (1)
- Apocrisias (1)
- Apogurea (1)
- Apothosia (1)
- Aptilosia (1)
- Apyre (1)
- Arachnis Geyer, 1837 (9)
- Araeomolis (11)
- Arctagyrta (1)
- Arctia Schrank, 1802 (16)
- Arctiarpia (2)
- Archilema (7)
- Archithosia (8)
- Ardices (5)
- Ardonea (6)
- Ardonissa (1)
- Are (1)
- Areas (1)
- Aresia (1)
- Areva (4)
- Argina (7)
- Argyroeides (28)
- Arhabdosia (1)
- Arrhythmica (1)
- Artimelia (1)
- Ascaptesyle (2)
- Asparus (1)
- Astacosia (3)
- Astralarctia (2)
- Asura (257)
- Asurgylla (2)
- Asuridia (11)
- Asuridoides (2)
- Asythosia (1)
- Atelophleps (1)
- Ateucheta (1)
- Atlantarctia (1)
- Atolmis (2)
- Atucia (1)
- Atyphopsis (2)
- Autochloris (36)
- Automolis (139)
- Avela (1)
- Axiopoena (1)
- Axiopoeniella (3)
- Azatrephes (4)
- Balaca (1)
- Balacra (47)
- Balbura (3)
- Baritius (8)
- Baroa (5)
- Barsinella (3)
- Barsura Volynkin, Dubatolov & Kishida, 2017 (1)[4]
- Belemnia (9)
- Belemniastis (3)
- Bergeria (8)
- Bernathonomus (5)
- Bertholdia (21)
- Binna (1)
- Birgorima (1)
- Bitecta (4)
- Biturix (9)
- Blabioides (1)
- Blavia (1)
- Boadicea (2)
- Bodosa (1)
- Boenasa (2)
- Bombopsyche (1)
- Borearctia (1)
- Brachiosia (1)
- Bruceia (2)
- Bryantia (1)
- Brycea (3)
- Bucaea (1)
- Burtia (3)
- Byrsia (6)
- Cacosoma (1)
- Cacostatia (7)
- Caeneressa (14)
- Calamidia (6)
- Calidota (10)
- Calodesma (21)
- Calonotos (21)
- Calpenia (5)
- Callimorpha (1)
- Callindra (1)
- Callisthenia (9)
- Callitomis (15)
- Callopepla (4)
- Cameroonia (1)
- Canararctia (1)
- Caprimimodes (1)
- Carales (3)
- Carathis (6)
- Carcinarctia (5)
- Carcinopodia (3)
- Carcinopyga (3)
- Caribarctia (1)
- Caridarctia (1)
- Carilephia (1)
- Caripodia (9)
- Caryatis (3)
- Castrica (1)
- Castronia (1)
- Castulo (15)
- Caulocera (2)
- Celamodes (1)
- Ceramidia (2)
- Ceramidiodes (1)
- Cercocladia (2)
- Cercopimorpha (7)
- Ceryx Wallengren, 1863 (80)
- Cincia (2)
- Cisseps (6)
- Cissura (4)
- Clemendana (1)
- Clemensia (44)
- Cloesia (3)
- Clystea (22)
- Coiffaitarctia (4)
- Collartisa (1)
- Collocaliodes (3)
- Comachara (1)
- Composia (3)
- Conilepia (1)
- Corematura (3)
- Coreura (11)
- Correbia (21)
- Correbidia (14)
- Coscinia (9)
- Cosmosoma (139)
- Costarcha (1)
- Cragia (3)
- Crambidia (13)
- Cratoplastis (4)
- Creataloum (1)
- Creatonotos (24)
- Cresera (14)
- Cristulosia (2)
- Crocodeta (1)
- Crocomela (19)
- Crocosia (1)
- Ctenane (2)
- Ctenosia (5)
- Ctenucha (45)
- Ctenuchidia (8)
- Curoba (1)
- Cyana (41)
- Cyanarctia (5)
- Cyanohypsa (1)
- Cyanopepla (44)
- Cybosia (1)
- Cyclomilta (1)
- Cyclosiella (1)
- Cyclosodes (1)
- Cyclosticta (1)
- Cycnia (5)
- Cymaroa (2)
- Cymbalophora (6)
- Chamaita (11)
- Cheliosea (2)
- Chelis (4)
- Chetone (21)
- Chionaema (186)
- Chionosia (2)
- Chiretolpis (15)
- Chlorhoda (12)
- Chlorocrisia (1)
- Chlorogenia (2)
- Chrostosoma Hübner, 1819 (29)
- Chrysaeglia (1)
- Chrysaegliodes (1)
- Chrysallactis (1)
- Chrysasura (5)
- Chrysocale (13)
- Chrysochlorosia (4)
- Chrysomesia (1)
- Chrysorabdia (5)
- Chrysoscota (7)
- Chrysozana (1)
- Dahana (2)
- Damias (45)
- Darantasia (15)
- Darantasiella (1)
- Darantoides (1)
- Dasyarctia (1)
- Dasysphinx (17)
- Deloplotela (1)
- Delphyre (45)
- Demolis (5)
- Detoulgoetia (3)
- Deua (1)
- Diaconisia (1)
- Diacrisia Hubner, 1819 (1)
- Diadesmola (1)
- Dialeucias (3)
- Diaphora (3)
- Diarhabdosia (3)
- Diaxanthia (1)
- Dichrostoptera (1)
- Didaphne (8)
- Didasys (1)
- Diduga (13)
- Didymonyx (1)
- Digama (27)
- Dinia (5)
- Dionychoscelis (1)
- Diospage (9)
- Diota (1)
- Dipaenae (8)
- Diptilon (15)
- Disaulota (1)
- Disconeura (7)
- Disoidemata (2)
- Disparctia (3)
- Dixanaene (1)
- Dixophlebia (2)
- Dodia (1)
- Dohertya (1)
- Dolichesia (2)
- Dotha (1)
- Dubatolovia (1)
- Dubianaclia (7)
- Dycladia (9)
- Dysauxes (9)
- Dysschema (94) (= Pericopis)
- Ecdemus (5)
- Ectypia (3)
- Echeta (13)
- Eilema (362)
- Elysius (50)
- Empyreuma (6)
- Emurena (5)
- Endrosa (7)
- Enope (1)
- Epanycles (1)
- Epectaptera (7)
- Epeiromulona (7)
- Ephestris (1)
- Epicrisias (1)
- Epidesma (51)
- Epilacydes (4)
- Epimolis (2)
- Epimydia (1)
- Episcea (2)
- Epitalara (2)
- Epitoxis (11)
- Eressa (46)
- Eriomastyx (2)
- Eriostepta (3)
- Eriphioides (8)
- Ernassa (5)
- Estigmene (45)
- Euagra (16)
- Eucereon (170)
- Euceriodes (2)
- Euclemensoides (1)
- Euconosia (1)
- Eucreagra (1)
- Eucyanoides (1)
- Eucyclopera (14)
- Eucyrta (2)
- Euchaetes (21)
- Eucharia (2)
- Euchlaenidia (13)
- Euchlorostola (4)
- Euchromia (52)
- Eudesmia (14)
- Eudoliche (4)
- Euerythra (3)
- Eugoa (41)
- Eugonosia (1)
- Eugraphosia (1)
- Eumenogaster (7)
- Euplagia Hübner, 1820 (1)
- Euplesia (1)
- Euproctosia (1)
- Eupseudosoma (7)
- Eupyra (9)
- Eurata (28)
- Eurosia (17)
- Eurozonosia (3)
- Eurylomia (3)
- Eurynora (2)
- Eurypeplella (1)
- Eutane (7)
- Eutelesia (3)
- Euthyone (12)
- Eutomis (1)
- Euzeugapteryx (1)
- Evius (6)
- Exilisia (42)
- Eyralpenus (11)
- Fabresema (14)
- Fasslia (1)
- Fletcherinia (1)
- Fodinoidea (8)
- Galtara (16)
- Galtarodes (1)
- Gampola (1)
- Gangamela (2)
- Gardinia (5)
- Garudinia (7)
- Garudinistis (2)
- Garudinodes (5)
- Gastrochrysia (1)
- Gaudeator (1)
- Geridixis (1)
- Geriojennsa (1)
- Glaucosia (1)
- Glaucostola (7)
- Gnamptonychia (2)
- Gnophaela (6)
- Gonotrephes (1)
- Gorgonidia (4)
- Grammia (30)
- Graphea (3)
- Graphelysia (1)
- Graphosia (10)
- Graptasura (1)
- Grucia (1)
- Gylla (1)
- Gymnasura (3)
- Gymnelia (51)
- Gymnochroma (2)
- Habrochroma (1)
- Haemanota (2)
- Haemaphlebiella (3)
- Haematomis (3)
- Halone (18)
- Halurgia (1)
- Halysidota (46)
- Hanoisiella (1)
- Haploa Hübner, 1820 (7)
- Haplonerita (2)
- Hassleria (1)
- Hectobrocha (2)
- Heliactinidia (1)
- Heliorabdia (1)
- Heliosia (15)
- Heliozona (1)
- Heliura (42)
- Hemihyalea (29)
- Hemipsilia (1)
- Hemonia (11)
- Herea (4)
- Hestiarcha (1)
- Hesychopa (1)
- Heterallactis (10)
- Heterotropa (1)
- Hiera (1)
- Himerarctia (5)
- Hippurarctia (6)
- Histioea (16)
- Hobapromea (1)
- Holoarctia (5)
- Holocraspedon (3)
- Holochrea (1)
- Holomelina (33)
- Holophaea (12)
- Homoeocera (20)
- Homoneuronia (1)
- Hoppiana (1)
- Horama (9)
- Horamella (1)
- Hyalaethea (11)
- Hyalarctia (2)
- Hyaleucerea (22)
- Hyalocoa (1)
- Hyalomis (5)
- Hyalurga (42)
- Hyda (2)
- Hypagoptera (1)
- Hypareva (2)
- Hypasura (1)
- Hypatia (2)
- Hyperandra (2)
- Hyperborea (1)
- Hypercompe (85)
- Hypermaepha (2)
- Hyperphara (2)
- Hyperthaema (17)
- Hyperthagylla (1)
- Hypeugoa (1)
- Hyphantria (5)
- Hyphoraia (3)
- Hypidalia (2)
- Hypidota (1)
- Hypocladia (5)
- Hypocrisias (7)
- Hypocrita Hübner, 1807 (40)
- Hypomolis (16)
- Hyponerita (22)
- Hypoprepia (5)
- Hyposhada (1)
- Hyposiccia (3)
- Ichoria (13)
- Idalus (55)
- Idopterum (2)
- Ilemodes (3)
- Illice (70)
- Inopsis (6)
- Ionthas (1)
- Isanthrene (42)
- Ischnarctia (3)
- Ischnocampa (30)
- Ischnognatha (2)
- Isia (3)
- Isorropus (11)
- Isostola (10)
- Ixylasia (5)
- Josiomorpha (1)
- Karschiola (1)
- Katmeteugoa (1)
- Kiriakoffalia (3)
- Kodiosoma (2)
- Lacydes (1)
- Lacydoides (1)
- Laelapia (1)
- Lafajana (1)
- Lalanneia (1)
- Lambula (29)
- Lambulodes (4)
- Lambulosia (1)
- Lamprosiella (2)
- Lamprostola (8)
- Lampruna (2)
- Lempkeella (3)
- Lemyra (1)
- Leopoldina (1)
- Lepidilema (1)
- Lepidojulia (1)
- Lepidokirbyia (2)
- Lepidolutzia (1)
- Lepidoneiva (1)
- Lepidozikania (2)
- Lepista (8)
- Leptarctia (2)
- Leptoceryx (2)
- Leptopepla (1)
- Lerina (1)
- Leucaloa (2)
- Leucanopsis (132)
- Leucopleura (3)
- Leucorhodia (1)
- Leucotmemis (26)
- Lexis (2)
- Licnoptera (3)
- Lithoprocris (4)
- Lithosarctia (1)
- Lithosia (37)
- Lobilema (1)
- Lobobasis (1)
- Logunovium (2)
- Lomuna (1)
- Lophocampa (69)
- Loxomima (1)
- Loxophlebia (45)
- Loxozona (2)
- Lycomorpha (9)
- Lycomorphodes (22)
- Lymantriopsis (1)
- Lymire (13)
- Lysceia (2)
- Macaduma (35)
- Macadumosia (1)
- Macrobrochis (5)
- Macrocneme (22)
- Macroptila (9)
- Macrosia (3)
- Maculonaclia (36)
- Machadoia (1)
- Machaeraptenus (3)
- Madagascarctia (3)
- Mahensia (1)
- Malesia (1)
- Mallocephala (2)
- Mallodeta (6)
- Mannina (1)
- Mantala (1)
- Marecidia (2)
- Marsypophora (2)
- Maurica (3)
- Mazaeras (9)
- Mecistorhabdia (1)
- Megalobosia (1)
- Meganaclia (2)
- Melanarctia (2)
- Melaneama (3)
- Melanonaclia (6)
- Melastrota (2)
- Melese (47)
- Melisa (5)
- Melisoides (1)
- Mellamastus (1)
- Mellona (1)
- Meneclia (1)
- Menegites (1)
- Mesenochroa (2)
- Mesocerea (2)
- Mesothen (37)
- Metacrias (3)
- Metacrisia (3)
- Metacrisiodes (1)
- Metacrocea (1)
- Metagylla (1)
- Metaloba (2)
- Metalobosia (14)
- Metallosia (2)
- Metamicroptera (3)
- Metamya (5)
- Metarctia (89)
- Metareva (6)
- Metastatia (2)
- Metaxanthia (2)
- Meterythrosia (1)
- Meteugoa (5)
- Meteura (2)
- Metexilisia (1)
- Methysia (3)
- Mevania (4)
- Micragrella (3)
- Micragyrta (1)
- Micralarctia (5)
- Micrilema (2)
- Microbergeria (1)
- Microgiton (2)
- Microhyle (4)
- Micrommia (1)
- Micronaclia (7)
- Microstola (1)
- Microtane (1)
- Midara (2)
- Migoplastis (2)
- Miltasura (1)
- Miltochrista (130)
- Mimagyrta (4)
- Mimulosia (22)
- Mintopola (2)
- Mithuna (5)
- Monosyntaxis (9)
- Mulona (6)
- Munona (2)
- Muxta (1)
- Mydromera (2)
- Myopsyche (21)
- Mystrocneme (4)
- Nacliodes (1)
- Nannoceryx (1)
- Nannodota (1)
- Narosodes (5)
- Neagylla (1)
- Neardonaea (1)
- Neasura (9)
- Neasuroides (2)
- Nebrarctia (1)
- Neeressa (3)
- Neidalia (5)
- Neoarctia (3)
- Neobalacra (1)
- Neoblavia (1)
- Neobrocha (2)
- Neochelonia (2)
- Neoduma (9)
- Neomulona (1)
- Neonerita (19)
- Neophemula (1)
- Neoplynes (2)
- Neoscaptia (16)
- Neosiccia (1)
- Neotalara (1)
- Neotrichura (1)
- Neozana (1)
- Neozatrephes (2)
- Nephelomilta (1)
- Nephelosia (1)
- Neritonaclia (1)
- Neritos (56)
- Nesiotica (1)
- Neuroxena (17)
- Nezula (1)
- Nikaea (3)
- Nilgiricola (1)
- Nipponasura (1)
- Nishada (16)
- Nodozana (21)
- Nolinophanes (1)
- Notarctia (1)
- Notophyson (5)
- Novosia (1)
- Nudaria (17)
- Nudina (1)
- Nudosia (1)
- Nudur (1)
- Nyctemera (127)
- Nyctochroa (1)
- Nyctosia (3)
- Nyearctia (2)
- Nyridela (2)
- Ocnogyna (30)
- Ochrodota (9)
- Ochrota (11)
- Odozana (14)
- Oedaleosia (3)
- Oeonistis (4)
- Oeonosia (1)
- Omiosia (1)
- Omochroa (1)
- Onychipodia (4)
- Onymapata (1)
- Onythes (4)
- Opharus (42)
- Opsaroa (1)
- Orcynia (1)
- Ordishia (6)
- Oreoceryx (1)
- Oreopola (1)
- Ormetica (47)
- Osmocneme (1)
- Ovenna (7)
- Ovipennis (2)
- Owambarctia (2)
- Oxacme (2)
- Pachasura (1)
- Pachycerosia (3)
- Pachyceryx (3)
- Pachydota (10)
- Padenia (11)
- Padenodes (2)
- Pagara (2)
- Paidia (7)
- Palaeomolis (9)
- Palaeopsis (3)
- Palaeosia (2)
- Palaeosiccia (3)
- Palaeotype (1)
- Palaeozana (1)
- Palearctia (6)
- Panachranta (1)
- Panaxia (16)
- Parabitecta (1)
- Paraceryx (1)
- Paracincia (2)
- Paracles (76)
- Paradinia (1)
- Paradohertya (1)
- Paradoxosia (1)
- Paraethria (4)
- Paragylla (3)
- Paralacydes (28)
- Paralaethia (1)
- Paralithosia (2)
- Paralpenus (7)
- Paramaenas (3)
- Paramelisa (5)
- Paramevania (1)
- Paramsacta (1)
- Paramulona (4)
- Paramyopsyche (1)
- Paranerita (45)
- Paraona (8)
- Paraonagylla (1)
- Parapalosia (1)
- Paraplastis (1)
- Pararctia (3)
- Parascaptia (3)
- Parascepsis (1)
- Parascolia (1)
- Parasemia (2)
- Parashada (1)
- Parasiccia (15)
- Parastatia (1)
- Paratalara (1)
- Parathyris (2)
- Paratype (5)
- Parelictis (1)
- Paremonia (3)
- Pareuchaetes (5)
- Parevia (12)
- Parexilisia (5)
- Parvicincia (1)
- Pasteosia (3)
- Patreliura (1)
- Paulianosia (1)
- Paurophleps (2)
- Pelochyta (31)
- Pelosia (15)
- Pericaliella (1)
- Pericallia (28)
- Pezaptera (2)
- Phacusosia (2)
- Phaegoptera (26)
- Phaenarete (1)
- Phaeomolis (11)
- Phaeophlebosia (1)
- Phaeosia (3)
- Phaeosphecia (1)
- Phaio (13)
- Phaloe (6)
- Phaloesia (2)
- Phaos (2)
- Phaulosia (1)
- Pheia (32)
- Phenacomorpha (1)
- Philenora (26)
- Philoros (9)
- Phlogomera (1)
- Phlyctaenogastra (3)
- Phoenicoprocta (26)
- Phoeniostacta (1)
- Phragmatobia (40)
- Phryganopsis (18)
- Phryganopteryx (23)
- Physetocneme (1)
- Pitane (1)
- Pithea (1)
- Platarctia (3)
- Platyprepia (1)
- Pleurosoma (1)
- Pliniola (1)
- Plumareola (1)
- Poecilarctia (2)
- Poecilosoma (8)
- Poliodule (3)
- Poliopastea (25)
- Poliosia (14)
- Pompiliodes (6)
- Pompilopsis (1)
- Popoudina (7)
- Porphyrochrysa (1)
- Praemastus (10)
- Premolis (4)
- Preparctia (4)
- Prepiella (11)
- Prinasura (1)
- Procalypta (1)
- Procanthia (3)
- Procridia (1)
- Procrimima (2)
- Proctocopis (1)
- Progona (5)
- Prolobosia (1)
- Pronola (5)
- Propyria (9)
- Prosiccia (1)
- Prosopidia (4)
- Protolithosia (1)
- Proxhyle (3)
- Pryteria (9)
- Pseudaclytia (8)
- Pseudaethria (1)
- Pseudalus (7)
- Pseudamastus (1)
- Pseudapistosia (4)
- Pseudilema (1)
- Pseudischnocampa (4)
- Pseudlepista (3)
- Pseudmelisa (3)
- Pseudoblabes (1)
- Pseudoceryx (1)
- Pseudodiptera (4)
- Pseudogaltara (1)
- Pseudohyaleucerea (13)
- Pseudomacroptila (1)
- Pseudonaclia (3)
- Pseudophaio (1)
- Pseudophaloe (16)
- Pseudophanes (1)
- Pseudopharus (5)
- Pseudopompilia (1)
- Pseudoradiarctia (7)
- Pseudoscaptia (1)
- Pseudosphecosoma (1)
- Pseudosphenoptera (7)
- Pseudosphex (26)
- Pseudotessellarctia (2)
- Pseudothyretes (7)
- Psichotoe (4)
- Psilopleura (14)
- Psoloptera (6)
- Psychophasma (1)
- Pteroodes (1)
- Ptychoglene (13)
- Ptychotricos (4)
- Purius (2)
- Pusiola Wallengren, 1863 (35)
- Pusiolania (1)
- Pydnaodes (1)
- Pygaera (1)
- Pygarctia (12)
- Pygoctenucha (5)
- Pyrrharctia (2)
- Radiarctia (4)
- Ranghana (1)
- Regobarrosia (5)
- Rhabdatomis (13)
- Rhabdomarctia (1)
- Rhagophanes (1)
- Rhipha (19)
- Rhipidarctia (26)
- Rhodogastria (2)
- Rhodographa (1)
- Rhynchopyga (20)
- Rhyparia (1)
- Rhyparioides (1)
- Robinsonia (31)
- Romualdia (1)
- Romualdisca (1)
- Saenura (1)
- Sagaropsis (1)
- Saozana (1)
- Sarosa (19)
- Saurita (71)
- Sauritinia (1)
- Scaphidriotis (1)
- Scaptesyle (25)
- Scaptius (13)
- Scearctia (1)
- Scelilasia (1)
- Scena (2)
- Sciopsyche (2)
- Scoliacma (22)
- Scoliosia (1)
- Schalodeta (1)
- Schalotomis (1)
- Schasiura (2)
- Schistophleps (18)
- Sebastia (1)
- Secusio (16)
- Seileria (1)
- Seirarctia (1)
- Selenarctia (5)
- Senecauxia (1)
- Serincia (2)
- Seripha (3)
- Sermyla (1)
- Sesiura (1)
- Setema (1)
- Setina (7) (= Endrosa)
- Seydelia (6)
- Sibirarctia (1)
- Siccia (66)
- Sicciaemorpha (1)
- Siculifer (1)
- Siopastea (1)
- Snellenopsis (1)
- Soganaclia (4)
- Sonorarctia (2)
- Soritena (1)
- Sozusa (5)
- Spatulosia (3)
- Sphaeromachia (2)
- Sphecomimax (2)
- Sphecops (1)
- Sphecosoma (33)
- Spilosoma Curtis, 1825 (335)
- Stenarctia (4)
- Stenarcha (1)
- Stenaulis (1)
- Stenilema (3)
- Stenopterosia (1)
- Stenoscaptia (6)
- Stenosia (1)
- Stenucha (1)
- Sterrhosia (1)
- Sthenognatha (5)
- Stictonaclia (10)
- Stictosia (1)
- Stidzaeras (2)
- Stigmatophora (15)
- Streptophlebia (1)
- Striosia (1)
- Sutonocrea (7)
- Sychesia (11)
- Sylescaptia (2)
- Symmetrodes (3)
- Symphlebia (51)
- Symphlebomis (3)
- Syntomeida (10)
- Syntomidopsis (2)
- Syntomimorpha (1)
- Syntomostola (2)
- Syntrichura (4)
- Takwa (1)
- Talara (49)
- Tampea (2)
- Teinomastyx (2)
- Telioneura (13)
- Tenuinaclia (3)
- Teracotona (33)
- Teratopora (8)
- Tesma (3)
- Tessella (3)
- Tessellarctia (2)
- Tessellota (3)
- Teulisna Walker, 1862 (16)
- Thallarcha (36)
- Theages (8)
- Thermeola (2)
- Thermidarctia (2)
- Thermograpta (1)
- Threnosia (5)
- Thumatha (11)
- Thumathoides (1)
- Thylacoptera (1)
- Thyretarctia (2)
- Thyretes (9)
- Thyrgis (11)
- Thyrogonia (4)
- Thyromolis (1)
- Thyrosticta (26)
- Thysanoprymna (9)
- Tigridania (1)
- Tigrioides (27)
- Timalus (3)
- Tineopsis (1)
- Tinoliodes (1)
- Tipulodes (2)
- Tmetoptera (1)
- Tortricosia (1)
- Torycus (1)
- Tospitis (2)
- Toulgoetinaclia (1)
- Tricypha (10)
- Trichaeta (27)
- Trichareva (1)
- Trichromia (2)
- Trichura (17)
- Trischalis (5)
- Trissobrocha (1)
- Tritonaclia (9)
- Trocodima (2)
- Tropacme (1)
- Tsarafidynia (2)
- Tsirananaclia (4)
- Tuina (2)
- Turlinia (1)
- Turuptiana (3)
- Tylanthes (2)
- Tyria (1)
- Uraga (4)
- Uranophora (48)
- Urolosia (3)
- Urozana (2)
- Utetheisa Hübner, 1819 (25)
- Utriculofera (8)
- Vadonaclia (1)
- Venedictoffia (1)
- Vianania (2)
- Viettesia (27)
- Virbia (40)
- Vitronaclia (2)
- Viviennea (12)
- Vulmara (1)
- Vulsinia (1)
- Wanderbiltia (1)
- Watsonarctia (1)
- Watsonidia (4)
- Xantharete (1)
- Xanthetis (1)
- Xanthoarctia (1)
- Xantholopha (1)
- Xanthomaenas (1)
- Xanthomis (1)
- Xanthophaeina (1)
- Xanthopleura (3)
- Xenosoma (8)
- Yelva (1)
- Zadadrina (1)
- Zaevius (1)
- Zatrephes (51)
- Zellatilla (1)
- Zigira (1)
- Zobida (3)
- Zygaenosia (19)